# Mutuashi
Sous-genres
Mutuashi classique, mutuashi doux, mutuashi gospel, zouk mutuashi
Genres associés
Salsa, Zouk, Rumba, Ndombolo, soukous, Tshikuna
Le mutuashi est une danse et un genre de musique qui tire ses origines dans la musique traditionnelle des Baluba (Muluba au singulier) du Kasaï.

## Description
Le style mutuashi a eu pour pionnier le Dr. Nico Kasanda à partir des l'année 1965 mais a surtout été popularisé par la chanteuse Tshala Muana, sous les créations musicales du guitariste-arrangeur Souzy Kaseya, qui est le concepteur du mutuashi version Tshala Muana vers les années 1980. À la suite des différentes vagues d'immigration des Baluba du Kasai vers Kinshasa durant l’époque coloniale et après l’indépendance, ils amenèrent leur culture musicale avec eux. Ainsi, Dr. Nico Kasanda, qui naquit à Mikalayi près de Kananga, devint le tout premier musicien à interpréter des œuvres en tshiluba au côté de la rumba en lingala.       
L'origine moderne du style date de 1981, avec la sortie de la chanson Tchebele de Tshala Muana. Peu à peu avec ce rythme tradi-moderne Lulua, le style se confirme partout en République démocratique du Congo (Zaïre) particulièrement avec la sortie de Koumba en 1986 et Tshibola en 1987, signés Tshala Muana sur les musiques conçues, arrangées et réalisées par le guitariste-arrangeur Souzy Kaseya (originaire aussi du Kasaï). Depuis lors le mutuashi est devenu l'un des styles musicaux les plus populaires d'Afrique, et au Congo en particulier. À la différence de la rumba, le mutuashi se chante principalement en tshiluba.

## Étymologie
En 1965, Nico Kasanda et Tabu Ley Rochereau sortent une chanson intitulée Bia ntondi Kasanda (Kasanda, j'en ai marre). Dans cette chanson, ils font un jeu de mots lié au nom de « Kasanda », avec des sous-entendus : « bia kutondi mbinganyi ? » questionne une dame dans cette chanson. Et Nico de répondre : « si malu a Kasanda ». Et dans la chanson, il y a un cri de relance « mutua's, muendela's ». Nous pouvons traduire par « piques-la, prends-là ». Mais il faut préciser le « muendela's » est un terme soft pour évoquer l'acte sexuel en Tshiluba.

## Chansons notables
- Biantondi Kasanda, Docteur Nico (1965) Koumba, Tshala Muana (1986)
- Tshibola, Tshala muana
- Kalume, Tshala Muana (1996)
- Malu, Tshala Muana (2003)